# Frankrijk op het Eurovisiesongfestival 1979
Frankrijk deed in 1979 voor de drieëntwintigste keer mee aan het Eurovisiesongfestival. In Jeruzalem werd het land op 31 maart vertegenwoordigd door Anne Marie David met het lied "Je suis l'enfant soleil" . Anne eindigde met 106 punten op de derde plaats.

## Nationale voorselectie
Zender TF1 hield twee halve finales gevolgd door een finale. Dit was de bedoeling, echter door een staking van het personeel was er geen finale en werd de winnaar gekozen uit een pool van alle halvefinalisten. Een jury koos de uiteindelijke winnaar.
| Volgorde | Artiest            | Lied                           |
| -------- | ------------------ | ------------------------------ |
| 1        | Renaud Siry        | Juste une mélodie              |
| 2        | Darras & Désumeur  | Arlequin                       |
| 3        | Christy Caro       | L'hiver est le plus chaud      |
| 4        | Elsa Litton        | Cette nuit-là                  |
| 5        | Chorus             | Je vole sur la musique         |
| 6        | Anne Marie David   | Je suis l'enfant soleil        |
| 7        | Michel Démétriadès | Prends la vie comme elle vient |
| 8        | Judith Lay         | Enfants de la musique          |
| 9        | Richard Lory       | Un vent de folie               |
| 10       | Francine Aliona    | Danse, allez danse             |
| 11       | Paul and Julie B.  | Retour aux années folles       |
| 12       | Patrick Loubié     | Bravo, tant pis                |
| 13       | Jean-Noël Dupré    | On est tous pareils            |
| 14       | Nadine Douteau     | Un jour tu trouveras           |

## In Jeruzalem
In Parijs moest Frankrijk optreden als 11de, net na Israël en voor België. Op het einde van de puntentelling werd duidelijk dat Frankrijk de 3de plaats had gegrepen met 106 punten.

### Gekregen punten
Frankrijk kreeg het maximaal aantal punten van 2 landen. Van Nederland ontving het 12 punten en van België zes.

#### Finale
| 12 punten                      | 10 punten                       | 8 punten      | 7 punten    | 6 punten                                  |
| ------------------------------ | ------------------------------- | ------------- | ----------- | ----------------------------------------- |
| - Luxemburg - Nederland        | - Italië - Monaco - Zwitserland | - Griekenland | - Noorwegen | - België - Portugal - Verenigd Koninkrijk |
| 5 punten                       | 4 punten                        | 3 punten      | 2 punten    | 1 punt                                    |
| - Israël - Oostenrijk - Zweden |                                 | - Spanje      |             | - Finland                                 |

### Punten gegeven door Frankrijk

#### Finale
Punten gegeven in de finale:
| 12 punten | Duitsland   |
| 10 punten | Portugal    |
| 8 punten  | Spanje      |
| 7 punten  | Zwitserland |
| 6 punten  | Denemarken  |
| 5 punten  | Finland     |
| 4 punten  | Griekenland |
| 3 punten  | Monaco      |
| 2 punten  | Luxemburg   |
| 1 punt    | Israël      |

1956 · 1957 · 1958 · 1959 · 1960 · 1961 · 1962 · 1963 · 1964 · 1965 · 1966 · 1967 · 1968 · 1969 · 1970 · 1971 · 1972 · 1973 · 1974 · 1975 · 1976 · 1977 · 1978 · 1979 · 1980 · 1981 · 1982 · 1983 · 1984 · 1985 · 1986 · 1987 · 1988 · 1989 · 1990 · 1991 · 1992 · 1993 · 1994 · 1995 · 1996 · 1997 · 1998 · 1999 · 2000 · 2001 · 2002 · 2003 · 2004 · 2005 · 2006 · 2007 · 2008 · 2009 · 2010 · 2011 · 2012 · 2013 · 2014 · 2015 · 2016 · 2017 · 2018 · 2019 · 2020 · 2021 · 2022 · 2023 · 2024 · 2025